# Lay’s
Lay’s – marka chipsów ziemniaczanych należąca do Frito-Lay (części PepsiCo) od 1965.

Logo Lay’s

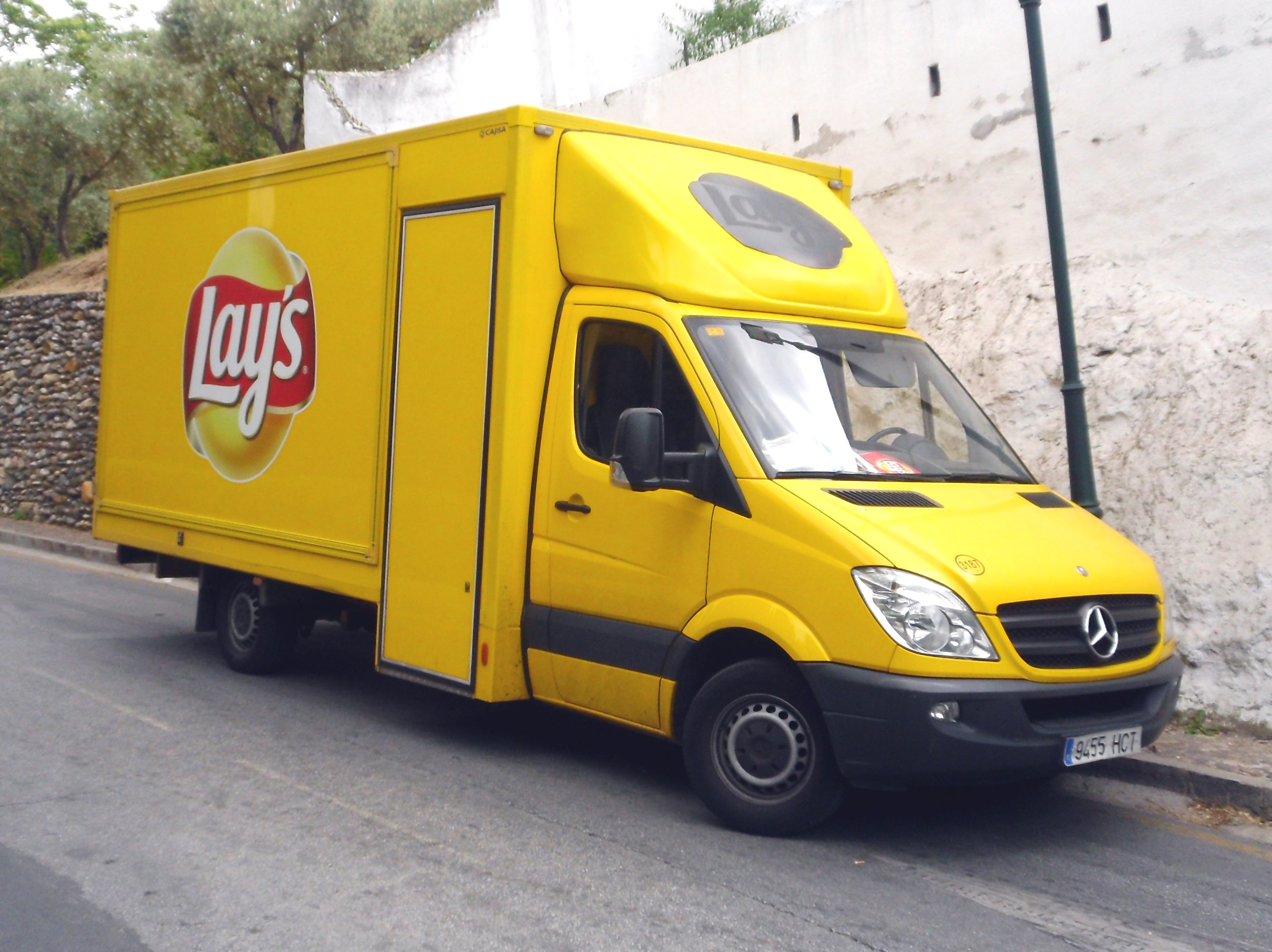
Ciężarówka Lay's

## Odmiany[1]
- Klasyczne (6 smaków: solone, zielona cebulka, papryka, fromage, pikantna papryka, pikantny kurczak)
- Max Deep-Cut (2 smaki: ser i cebula, papryka; w sprzedaży była też dostępna kiedyś orientalna salsa)
- Karbowane (3 smaki: zielona cebulka, papryka, solone)
- Strong (2 smaki: chili i limonka, ser i cayenne; w sprzedaży były również chipsy o smaku ostrego pepperoni, sera i jalapeño, papryczek piri-piri, wasabi oraz pieprzu syczuańskiego).
- Oven Baked (6 smaków: solone, grillowana papryka, jogurt z ziołami, grillowane warzywa, kurki w sosie kremowym, ostra papryka z makiem; były kiedyś też dostępne w sprzedaży suszony pomidor)
- Stix (1 smak: keczup; były kiedyś dostępne w sprzedaży solone)
- Oven Baked Krakersy (3 smaki: czerwona papryka w ziołach, warzywa z zieloną cebulką, pomidor z bazylią)
- Bugles (2 smaki: ser, papryka)

## Historia
Produkcję chipsów zapoczątkował w 1932 roku Herman W. Lay, który w 1938 roku po przejęciu Barrett Food Company utworzył H.W. Lay & Company. W czasie II wojny światowej spożycie chipsów znacznie wzrosło (w dużej mierze z powodu racjonowania cukru i czekolady) i firma Hermana Laya stała się znaczącym producentem na rynku. Po wojnie Lay zautomatyzował produkcję, a także rozpoczął współpracę z Charlesem Elmerem Doolinem, właścicielem The Frito Company, którą Lay przejął w 1961 roku, dwa lata po śmierci Doolina, tworząc w ten sposób firmę Frito-Lay. Cztery lata później firma połączyła się z Pepsi Cola Company, tworząc PepsiCo.
Marka Lay’s wkrótce stała się jedną z najbardziej rozpoznawanych marek chipsów, podobnie jak Frito-Lay, który pod koniec lat 60. stał się wiodącym światowym producentem przekąsek i pozostaje nim do dziś. W niektórych krajach marka Lay’s występuje pod inną nazwą, np. w Wielkiej Brytanii jako Walkers, a w Brazylii – Elma Chips.